# Трейсак, Клаудия
Клаудия Эрнандес Блас Креспо Трейсак (исп. Claudia Hernández Blas Crespo Traisac; род. 14 декабря 1992, Леганес, Испания) — испанская телевизионная и театральная актриса

. Известна благодаря ролям Лары Баларес в телесериале «Жизнь без разрешения» (исп. Vivir sin permiso) и Касандры Ленорманд в сериале «Открытое море» от Netflix.

## Биография
Родилась 14 декабря 1992 года в муниципалитете Леганес. В 9 лет ей предложили принять участие в короткометражном фильме. Потом она записалась в театральный кружок в школе и поступила в рекламном агентстве. Позже окончила подготовку в «Centro del Actor» режиссёра Лорены Гарсия де лас Байонас. Изучала аудиовизуальную коммуникацию.
Начала свою телевизионную карьеру в 2004 году в сериале «Арендатор» (исп. El inquilino) на канале Antena 3, где сыграла Йоли в 13 сериях. В том же году она дебютировала в фильме «Седьмой день» (исп. El séptimo día) Карлоса Сауры.
В 2005 году она была частью актёрского состава сериала «Ke no!», где сыграла Амаю.
В 2006 году принимала участие в телефильме «Atropello». В том же году присоединилась к длительному испанскому телевизионному сериалу «Cuéntame cómo pasó», который закончился в 2008 году.
В 2008 году была участницей актёрского состава молодёжного сериала «18, La serie», где сыграла Лору. Показ сериала отменили после окончания первого сезона за низкую аудиторию, в том же году сыграла в мини-сериале «La bella Otero» про Каролину Отеро.
В 2009 году она появилась в 6 сериях испанского телевизионного сериала «Amar en tiempos revueltos», играя Пилар. Принимала участие в фильме «Amanecer en Asia» режиссёра Динойсио Переса.
В 2012 году сыграла в мини-сериале «Carmina», который рассказывает о жизни Кармины Ордонес, в том же году также сыграла в мини-сериале «Rescatando a Sara» вместе с Фернандо Гильеном Куэрво и Кармен Мачи. Включена к актёрскому составу сериала «Luna, el misterio de Calenda», где она играла Сильвию в течение двух сезонов.
В 2013 году присоединилась к составу мюзикла «Сегодня я не могу встать» (исп. Hoy no me puedo levantar) в театре Колизей в Мадриде вместе с Даниэлем Дихесом и Адрианом Ластра.
В 2014 году, будучи ещё в театре, сыграла в фильме «Потерянный рай» с Бенисио дель Торо и Джошем Хатчерсоном. Это первый фильм, в котором мадридская актриса разговаривает на английском языке. Играет небольшие роли в сериалах с большой аудиторией, таких как «Aída» и «El Príncipe».
В 2015 году присоединилась к актёрскому составу четвёртого сезона мюзикла «La llamada» Хавьера Кальво и Хавьера Амброси, заменив Макарену Гарсию в роли Марии Касадо.
В 2016 году присоединилась сериала «Cuéntame cómo pasó», где она играет Джулию. Она также присоединяется к составу сериала «La sonata del silencio» на испанском телевидении, играя главную героиню Элен. Сыграла в третьем сезоне веб-сериала Flooxer «Paquita Salas» режиссёров Хавьера Амброси и Хавьера Кальво.
3 марта 2017 года политическое образование Unión Por Leganés вручило Клаудии Трейсак «Премию незалежника года» в категории местного главного героя, что является актуальным фактом для актрисы, поскольку, согласно её словам: «это одна из первых наград, которую они мне дали».
Трайсак участвует в обоих сезонах сериала «Vivir sin permiso» для телевизионной сети Telecinco.
В 2019 году сыграла главную роль Кассандры Ленорманд в испаноговорящем телесериале производства Netflix и Bambú Producciones — «Открытое море».
С 2013 года Клаудия встречается с актёром Джошом Хатчерсоном.